# Шеитин (Арад)
Шајтин (рум. Şeitin) насеље је и општина у Румунији у жупанији Арад. Oпштина се налази на надморској висини од 90 m.

## Прошлост
У месту је половином 18. века живело много Срба. Они су ту дошли 1802-1803. године из околине Будима и Острогона. Шајтин је постао граничарско место у којем су распоређена 33 милитарца. Пописано је 1720. године само девет српских породица.Био је 1735. године био командант места, капетан Павел Кнежевић, а уз њега су још хаднађ Станислав Кнежевић и барјактар Живан Томашев. Године 1736. имао је већ 49 српских домова, а свештеници су били поп Јован и поп Павле.
Када су половином тог века кренули да се масовно исељавају Срби из Поморишја тај процес није мимоишао ни Шајтин. Мада се новембра 1750. године на протесном збору у Надлаку (колективно), а и на организованом појединачном изјашњавању нико није изјаснио за провинцијал. За останак у војном статусу били су месни официри: капетан Павле Кнежевић, хаднађ Станиша Кнежевић и барјактар Живан Томашев. До 27. јула 1751. године отишло је из места 42 Србина граничара.
Српска школа је отворена у Шајтину 1770. године. За Шајтин се напомиње 1773. године да је са српско-румунским становништвом.
Шајтин је 1846. године велико насеље у околини Арада, у којем живи 3167 становника. Православни храм је посвећен Св. Григорију Богослову, а ту су три свештеника, поп Константин Труца, поп Павле Марковић и поп Димитрије Поповић, којима поже капелан поп Грегор Труца. У народну основну школу иде само 30 ђака, које учи Василије Микша учитељ.
По месту Шајтин, постала су српска војвођанска презимена Шајтинац (Радивој Шајтинац књижевник из Зрењанина), Шајтински...Године 2002. ту је живело три Србина.

## Становништво
Према подацима из 2002. године у насељу је живело 2996 становника.

### Попис2002.
| Расподела становништва по националности 2002.‍ | Расподела становништва по националности 2002.‍ | Расподела становништва по националности 2002.‍ | Расподела становништва по националности 2002.‍ | Расподела становништва по националности 2002.‍ |
| --------------------------------------------- | --------------------------------------------- | --------------------------------------------- | --------------------------------------------- | --------------------------------------------- |
|                                               |                                               |                                               |                                               |                                               |
| Румуни                                        | Румуни                                        |                                               | 2.807                                         | 93,9%                                         |
| Мађари                                        | Мађари                                        |                                               | 28                                            | 0,9%                                          |
| Роми                                          | Роми                                          |                                               | 117                                           | 3,9%                                          |
| Украјинци                                     | Украјинци                                     |                                               | 16                                            | 0,5%                                          |
| Словаци                                       | Словаци                                       |                                               | 20                                            | 0,7%                                          |